# 林君 (1954年)
林君（1954年7月—），男，吉林通化人，中国勘探地球物理与探测装备专家，吉林大学仪器科学与电气工程学院院长，教授，中国工程院院士。

## 生平
1982年毕业于长春地质学院（现吉林大学）应用地球物理专业。1988年毕业于长春地质学院地质电子仪器专业，获硕士学位。